# Fourplay
Fourplay é um grupo de jazz contemporâneo dos Estados Unidos. Os membros originais são Bob James (teclados), Lee Ritenour (guitarras e violões), Nathan East (baixo e vocais), e Harvey Mason (bateria).  Em 1998, Lee Ritenour deixou o grupo e Larry Carlton entrou em seu lugar.
Em 2010, Larry Carlton deixou a Fourplay e foi substituído por Chuck Loeb,que morreu em 31 de julho de 2017.
Sempre indicados ao Grammy, o grupo Fourplay sempre teve um sucesso artístico consistente e comercial ao misturar elementos do R&B e pop ao tradicional jazz, o que é costumeiramente chamado de smooth jazz. Possuem mais de dez álbuns lançados.
Separadamente, já acompanharam centenas de artistas, lançaram vários álbuns em carreiras-solo (principalmente Bob James e Larry Carlton) e participaram de inúmeras gravações de grandes artistas do mundo todo (Nathan East é quase sempre o baixista oficial de Eric Clapton, Larry Carlton já gravou com Steely Dan e Harvey Mason já gravou com Djavan, só para ilustrar alguns exemplos).
O primeiro disco, Fourplay, de 1991, vendeu mais de um milhão de cópias no mundo todo. O álbum seguinte, Between the Sheets, de 1993, também alcançou o topo das paradas e recebeu uma indicação ao Grammy. Em 1995, lançaram seu terceiro álbum, Elixir, que também ficou no topo das paradas de sucesso dentro do estilo de jazz contemporâneo.
Em setembro de 2008, lançaram o disco Energy.
Fourplay recebeu em 2007 um título de reconhecimento do Congresso dos Estados Unidos, em que se reconhece a banda como membros distintos da indústria da música. O prêmio foi conferido por A. Robert Brown, Sr., conselheiro do congressista Ed Towns de Nova York durante uma performance da banda na Filadélfia. Fourplay é o único grupo musical na história a ser reconhecido pelo congresso americano.

## Membros
- Bob James - teclados
- Larry Carlton - guitarras, violões
- Nathan East - baixo, vocais
- Harvey Mason - bateria, percussão

### Ex-integrantes
- 1990-1998 Lee Ritenour - guitarras

## Discografia

### Álbuns
- 1991 - Fourplay
- 1993 - Between the Sheets
- 1995 - Elixir
- 1997 - The Best of Fourplay
- 1998 - 4
- 1999 - Snowbound
- 2000 - Yes, Please
- 2002 - Heartfelt
- 2004 -  Journey
- 2006 -  X
- 2008 - Energy
- 2010 - Let's Touch The Sky
- 2012 - Esprit De Four
- 2015 - Silver